# Giuseppe Mercalli
Giuseppe Mercalli (21 tháng 5 năm 1850 - 19 tháng 3 năm 1914) là một linh mục Công giáo người Ý, ông còn là một nhà núi lửa học nổi tiếng với việc phát minh ra Thang đo cường độ Mercalli mười hai cấp để đo cường độ động đất.

## Cuộc đời
Giuseppe Mercalli sinh ngày 21 tháng 5 năm 1850 tại Milano, Ý. Giuseppe Mercalli được phong chức linh mục Công giáo La Mã  vào năm 1871. Ông tốt nghiệp ngành khoa học tự nhiên tại Đại học Bách khoa Milan năm 1874. Chính phủ Ý bổ nhiệm ông làm giáo sư tại Domodossola, sau đó làm việc tại Reggio di Calabria. Ông dạy khoa học tự nhiên ở nhiều trường khác nhau ở Ý cho đến năm 1911, bao gồm cả Đại học Catania vào cuối những năm 1880 và cuối cùng được nhận một công việc tại Đại học Napoli. Ông cũng là giám đốc của Đài thiên văn Vesuvius cho đến khi qua đời.

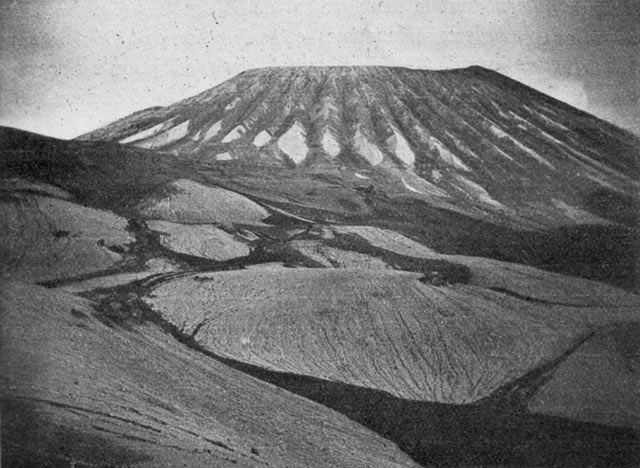
Bức ảnh của Giuseppe Mercalli chụp núi lửa Vesuvius vào năm 1906 ngay sau khi nó phun trào nhan thạch

Giuseppe Mercalli từng quan sát thấy núi lửa Stromboli và Vulcano ở Quần đảo Eolie phun trào. Năm 1883, ông xuất bản cuốn Vulcani e Fenomeni Vulcanici d’Italia, bao gồm các bản đồ địa chấn và dữ liệu về tần suất và cường độ của các trận động đất. Những mô tả chi tiết của ông về vụ phun trào này đã trở thành cơ sở cho hai chỉ số của Chỉ số Nổ Núi lửa: 1 - Vụ phun trào Strombol và 2 - Vụ phun trào Vulcanian. Ngoài các nghiên cứu về núi lửa, ông còn tham gia vào các nghiên cứu thực địa về động đất ở Ý và Tây Ban Nha và xuất bản hai chuyên khảo về địa chấn khu vực của Liguria và Piedmonte vào năm 1891.

## Qua đời
Năm 1914, Giuseppe Mercalli qua đời trong hoàn cảnh chưa rõ ràng. Ông bị chết cháy trong một tình huống đáng ngờ, được cho là sau khi làm đổ ngọn nến trong phòng ngủ của mình. Nhiều người cho rằng Giuseppe Mercalli đã làm việc suốt cả đêm, như ông vẫn thường làm nên đã không còn minh mẫn để xử lý đám cháy khi xảy ra. Người ta tìm thấy thi thể của Giuseppe Mercalli bị cháy bên cạnh giường của ông. Thi thể cháy đen đang ôm một chiếc chăn mà dường như ông đã cố gắng dùng nó để chống lại ngọn lửa. Tuy nhiên, chính quyền vài ngày sau đó tuyên bố là rất có thể giáo sư Giuseppe Mercalli đã bị sát hại bằng cách siết cổ, tẩm xăng rồi đốt để che giấu tội ác, do nhà chức trách xác định có một số tiền (nay trị giá khoảng 1.400 đô la) đã bị mất tích trong căn hộ của vị linh mục giáo sư này.

## Thang đo cường độ Mercalli
Năm 1883, Giuseppe Mercalli đã xây dựng thang đo cường độ động đất thứ nhất. Lúc đó thang đo có sáu độ, được mô tả đơn thuần như là một cải biên mới từ thang Rossi – Forel. Thang thứ hai của Giuseppe Mercalli được công bố vào năm 1902, cũng là một sự thích nghi của thang Rossi – Forel, giữ lại 10 độ và mở rộng phần mô tả của mỗi độ. Phiên bản này sau đó được sử dụng rộng rãi và được Văn phòng Khí tượng và Địa động lực Trung ương Ý thông qua.
Năm 1904, Adolfo Cancani đề xuất thêm hai độ nữa trong thang đo của Giuseppe Mercalli, cho các trận động đất rất mạnh được gọi là "thảm họa" và "thảm họa lớn", do đó tạo ra thang 12 độ. Tiếp sau đó, August Heinrich Sieberg đã bổ sung cho các mô tả của Mercalli trong suốt năm 1912 và 1923, và đồng thời cũng chỉ ra gia tốc mặt đất cực đại cho mỗi độ. Những sự bổ sung này đã làm hoàn chỉnh dần và hình thành "thang đo Mercalli-Cancani, được xây dựng bởi Sieberg", hoặc "thang đo Mercalli-Cancani-Sieberg", hoặc đơn giản là "MCS", và được sử dụng rộng rãi ở khắp Châu Âu. Năm 1931, Harry O. Wood và Frank Neumann đã cải tiến thang đo của Giuseppe Mercalli và xuất bản bằng tiếng Anh với tên gọi là thang Mercalli – Wood – Neumann (MWN). Kế tiếp thang đo được cải tiến bởi Harles Richter, phát triển thang đo độ Richter.